# William Styron
William Styron (ur. 11 czerwca 1925 w Newport News, zm. 1 listopada 2006 na Martha’s Vineyard) – amerykański pisarz, laureat Nagrody Pulitzera (1968) za powieść Wyznania Nata Turnera (1967).

## Życiorys
Pochodził z amerykańskiego Południa. Jego rodzicami byli William Styron Senior i Pauline Margaret Abraham Styron. Służył w piechocie morskiej. W 1947 ukończył studia na Duke University w Durham w Karolinie Północnej.
Styron stał się rozpoznawalnym pisarzem już po opublikowaniu debiutanckiej powieści Pogrążyć się w mroku (1951). Następna duża powieść, Na pastwę płomieni (1960), ugruntowała jego pozycję. To psychologiczna opowieść o grupie Amerykanów w powojennych Włoszech – ich wystawny i arogancki styl życia ostro kontrastuje z biedą Południa Italii.
Kolejna z powieści Amerykanina, Wyznania Nata Turnera, wzbudziła gorące dyskusje w Stanach Zjednoczonych. Styron, sam pochodzący z amerykańskiego Południa, opisuje w niej przywódcę buntu czarnoskórych niewolników z 1831. Część krytyków oskarżyła pisarza o podtrzymywanie rasistowskich stereotypów, książka okazała się jednak wielkim sukcesem (także na listach bestsellerów) i rok po wydaniu uhonorowano ją Pulitzerem.
Światową sławę przyniósł pisarzowi opublikowany w 1979 Wybór Zofii, a także filmowa adaptacja książki, dokonana przez Alana J. Pakulę z nagrodzoną Oscarem Meryl Streep w roli głównej (1982). Główną postacią książki i filmu jest Polka, była więźniarka Auschwitz (gdzie zginęły jej dzieci), która na emigracji wiąże się z obłąkanym amerykańskim Żydem.
Styron przewodniczył jury konkursu głównego na 36. MFF w Cannes (1983).
Córka Styrona, Alexandra Styron, poświęciła mu wydaną w 2011 książkę „Reading My Father. A Memoir” (wyd. polskie Oczami córki. Wspomnienia tłum. Jerzy Korpanty).

## Twórczość
- Pogrążyć się w mroku, tłum. Tadeusz Dehnel (Lie Down in Darkness, 1951[5])
- Długi marsz, tłum. Tadeusz Dehnel (The Long March, 1952)
- Na pastwę płomieni, tłum. Bronisław Zieliński (Set This House on Fire, 1960)
- Wyznania Nata Turnera, tłum. Bronisław Zieliński (The Confessions of Nat Turner, 1967)
- Wybór Zofii, tłum. Zbigniew Batko (Sophie's Choice, 1979)
- This Quiet Dust, and Other Writings, 1982, wersja poszerzona 1993
- Dotyk ciemności (Darkness Visible: A Memoir of Madness, 1990)
- Poranek w Tidewater, tłum. Elżbieta Petrajtis-O’Neill (A Tidewater Morning: Three Tales from Youth, 1993)
- Samobójcza runda, tłum. Bartłomiej Zborski („The Suicide Run: Five Tales of the Marine Corps”, pośmiertnie 2009)
- Hawany w Camelocie, tłum. Jerzy Korpanty (Havanas in Camelot pośmiertnie 2008)
- Letters to My Father (pośmiertnie 2009)
- Ciemność widoma: Esej o depresji, tłum. Jerzy Korpanty („Darkness Visible: A Memoir of Madness”, 1990)